# Carel van Bommel
Carel van Bommel (Utrecht, 2 mei 1807 - Edam, 7 december 1856) was een koopman, politicus en burgemeester van Edam.
Carel van Bommel werd geboren in het gereformeerde gezin van de Edamse koopman en burgemeester Lubertus Cornelis van Bommel en zijn vrouw Cornelia Boot. In 1828 trouwde hij met Maria Frederika Versteegh, met wie hij acht kinderen kreeg waarvan er twee op jonge leeftijd overleden.
In 1832 werd Van Bommel burgemeester te Edam, wat hij tot 1846 zou blijven. Van 1837 tot 1856 was hij daarnaast ook nog heemraad van polder de Purmer en (met een korte onderbreking tijdens zijn Kamerlidmaatschap in 1840) lid van de Provinciale Staten. Tot 1840 van Holland, na de splitsing van die provincie in 1840 van Noord-Holland. Van 1843 tot 1856 was hij schoolopziener in Alkmaar en omgeving, en van 1846 tot 1856 was hij lid van de Gedeputeerde Staten van Noord-Holland.
In 1840 werd hij gekozen als buitengewoon lid van de Tweede Kamer der Staten-Generaal bij de grondwetsherziening van 1840. Daar hield hij een rede tegen de grondwettelijke splitsing van de provincie Holland, maar uiteindelijk stemde hij toch vóór het Grondwetsvoorstel. Hij stemde echter tegen het voorstel tot wijziging van de grondwettelijke bepalingen over de periodieke aftreding van kiescolleges voor de gemeenteraden.
In 1842 werd Van Bommel benoemd tot Ridder in de Orde van de Nederlandse Leeuw.
- Biografisch Portaal: 39352534
- Parlement.com: vg09llt40dtw